# НАТО бомбардовање Југославије
НАТО бомбардовање Савезне Републике Југославије (кодно име: операција Савезничка сила (енгл. Operation Allied Force); у САД: операција Племенити наковањ (енгл. Operation Noble Anvil); у Србији познато и као НАТО агресија или погрешно Милосрдни анђео) била је завршна фаза рата на Косову и Метохији, која је трајала од 24. марта до 10. јуна 1999. То је било друго важније војно уплитање НАТО после бомбардовања Републике Српске у операцији Намерна сила 1995. и највећи војни сукоб на простору Србије и Црне Горе од времена Другог светског рата.
Државе чланице НАТО су пробале да добију одобрење од Савета безбедности Уједињених нација за војну интервенцију, али су се тиме успротивиле Кина и Русија, које су наговестиле да ће ставити вето на такву меру. Као резултат тога НАТО је започео акцију без одобрења УН, а као разлог је навео да је у питању хуманитарна интервенција. Повеља УН забрањује употребу силе осим у случају одлуке Савета безбедности или самоодбране од напада у складу са Главом VII при чему ни један ни други услов нису били испуњени у овом случају. Непосредан повод за акцију била су дешавања у Рачку и одбијање југословенске делегације да потпише споразум из Рамбујеа.
НАТО је 24. марта 1999. у 19.45 часова почео ваздушне нападе на војне циљеве у СР Југославији да би се касније ваздушни удари проширили и на привредне и цивилне објекте. У нападима који су без прекида трајали 78 дана тешко су оштећени инфраструктура, привредни објекти, школе, здравствене установе, медијске куће, споменици културе, цркве и манастири. Процене штете коју је имала СРЈ крећу се од тридесет до сто милијарди америчких долара. Коначан број изгубљених живота званично није усаглашен. Незванично се процењује да је погинуло између 1200 и 4000 цивила и да је рањено више од 12.000 лица. Током рата са Косова и Метохије је избегло више хиљада Албанаца. Напади су прекинути 10. јуна после потписивања војно-техничког споразума у Куманову о повлачењу Војске Југословије и српске полиције са Косова и Метохије. Истог дана у Савету безбедности је усвојена Резолуција 1244 по којој СР Југославија задржава суверенитет над Косовом и Метохијом с тим да покрајина постаје међународни протекторат под управом УНМИК-а и КФОР-а. Са војском и полицијом у централну Србију је избегло више од 200.000 косметских Срба и другог неалбанског становништва. Рачунајући овај и протекле ратове током распада Југославије, Србија је постала земља са највећим бројем избеглица и интерно расељених лица у Европи.
3. јуна 2006. године, парламент Црне Горе је прогласио независност, а 5. јуна парламент Републике Србије прогласио обнову самосталности и од тада СЦГ, као наследница СР Југославије, више не постоји. Косовски Албанци су 17. фебруара 2008. у Скупштини Косова једнострано прогласили независност Косова и Метохије од Србије, што Србија и око половине држава чланица УН не признају.
Процене о губицима НАТО веома варирају. Извори из алијансе, са којима се касније сагласила и југословенска страна, званично наводе да су током бомбардовања оборена свега два НАТО авиона (F-117 и F-16), 47 беспилотних летелица, 45 крстарећих ракета и четири велика пројектила док је велики број летелица оштећен или се након дејстава срушио. Незваничне процене наводе знатно већи број (до око сто летелица различитих типова). Поједини амерички интелектуалци попут Ноама Чомског и Џорџа Фридмана су критиковали НАТО бомбардовање.

## Позадина

### Сукоби ОВК и српских снага безбедности
Већ средином јуна 1998. војни министри чланица НАТО-а затражили су да се „обустави насиље” на Космету, а у противном, запретили су копненим војним нападом. Истовремено Контакт група је захтевала од Србије да повуче своје специјалне снаге ван покрајине и омогући несметано кретање западних дипломата по Косову.
Србија је подршку тражила од Русије, али није добила подршку и после сусрета Милошевића и Јељцина 16. јуна 1998. у Москви, Милошевић је морао удовољити захтевима Контакт групе. Још док је Милошевић био на путу, 13 чланица НАТО пакта је над Албанијом и Македонијом извело војну вежбу под називом „Одлучни орао”. Као одговор на ово, наредног дана је Војска Југославије на аеродрому у Батајници организовала аеромитинг.
Охрабрена политичком интервенцијом Запада, ОВК је почињала офанзиву крајем пролећа и почетком лета 1998. У јулу 1998. према проценама ОВК је имала 20.000 до 25.000 припадника и успела да овлада са око 40 % територије, углавном села и мања варошице на Косову и Метохији, док су већа насељена места у којима је било већих полицијских одреда била у блокади. Из села у којима је деловала ОВК је нападала комуникације како би зауставила саобраћај и тако паралисала покрајину. МУП Србије је одговорио постављањем пунктова и патрола на путевима, па су заседе и герилски напади на полицајце били свакодневни. Посебно драматично било је у месту Дечани, одсечено од територије под надзором српских снага, претрпано српским избеглицама, без електричне струје и телефонских веза. Деблокада Дечана је почела у јуну 1998, а први пут у борбама са ОВК у унутрашњости Косова и Метохије учествовала је Војска Југославије. У току борби око Дечана, по проценама УН, у збеговима се привремено пронашло најмање 65.000 Албанаца.
Велики преокрет у дотадашњим борбама се десио након Напада на Ораховац од стране ОВК у другој половини јула 1998. године, након чега је ВЈ морала помоћи МУП Србије да ослободе насеље. Снаге МУП-а Србије и ВЈ од јула до октобра 1998. избациле су ОВК из неколико десетина села, Дренице, али и главног упоришта ОВК у Малишеву. Свако наступање оружаних снага прате и конвоји избеглица и драматични извештаји западних медија.
САД и ЕУ су оптужиле Србију за ратне злочине, етничко чишћење и хуманитарну катастрофу, па је под овим изговором НАТО распоредио своје трупе у Македонији и Албанији.

### Ескалација кризе
Као званичан разлог за рат 1999. године представљена је заштита Албанаца на Косову и Метохији од етничког чишћења, како наводног дугорочног тако и акутног често описиваног термином „хуманитарна катастрофа”. Међутим, масовно бекство албанског становништва из те покрајине започело тек неколико дана након што је бомбардовање било у пуном јеку.
Од септембра 1998. НАТО је захтевао оружану интервенцију преко Савета безбедности Организације уједињених нација, али нису успели да издејствују одлуку за оружану интервенцију против СРЈ због противљења Народне Републике Кине и Руске Федерације, сталних чланица са правом вета. Из тог разлога, НАТО се одлучио на самосталну оружану интервенцију, наводећи као разлог да је делегација Југославије одбила да потпише понуђени споразум у Рамбујеу. Разлози за то су, наводно, неке од тачака споразума које су доводиле у питање суверенитет СР Југославије: захтеван је улазак НАТО трупа на Косово и Метохију и њихово слободно кретање целокупном територијом СРЈ, и предвиђан референдум о самоопредељењу на Косову и Метохији кроз 3 године чији би резултати били „значајан фактор” у одлуци о коначном статусу. Многи посматрачи су овај споразум оценили као ултиматум за који се унапред знало да га делегација Југославије не може потписати.

### Споразум Холбрук-Милошевић
Када је пропао покушај да Савет безбедности Организације уједињених нација одобри напад НАТО-а на СРЈ, у договору са Ричардом Холбруком Савет НАТО-а издао је наредбу 12. октобра 1998. која је давала овлаштење Генералном секретару НАТО-а Хавијеру Солани да нареди војни напад на СРЈ. Да уклони опасност од војног напада Слободан Милошевић је пристао да преговара са Ричардом Холбруком. Након разговора председника СРЈ Слободана Милошевића са изаслаником Сједињених Држава Ричардом Холбруком склопљен је 13. октобра 1998. године Споразум Холбрук-Милошевић о прекиду сукоба на Космету и смањењу броја војника ВЈ на Косову на број са почетка 1998. године, а за надгледање примене споразума одређена је Организација за европску безбедност и сарадњу (ОЕБС).

### Косовска верификаторска мисија
Косовска верификациона мисија као орган Организације за европску безбедност и сарадњу (ОЕБС) била је састављена од велике групе ненаоружаних мировних посматрача од октобра 1998. године и требала је надгледати престанак сукоба на Косову и Метохији између полиције Републике Србије и Војске Југославије са једне, а припадника ОВК са друге стране, који је договорен споразумом Холбрук-Милошевић. Влада СРЈ потписала је 16. октобра 1998. споразум са председавајућим ОЕБС-а да буде примљено 2.000 припадника тзв. Косовске верификационе мисије (КВМ) ОЕБС-а, али није дошло свих 2.000 посматрача.

## Продубљивање кризе и неуспели преговори почетком 1999

### Случај Рачак
Као непосредан повод за напад НАТО-а искоришћена је акција полиције 15. јануара 1999. године у селу Рачак, где се налазило упориште ОВК, односно припадници батаљона „Садик Шаља”. Полиција Србије покушала је да ухапси припаднике Ослободилачке војске Косова, који су имали укопане ровове, аутоматске пушке и митраљез, али дошло је до већег оружаног сукоба у коме је разбијено упориште ОВК, убијено око 40 Албанаца и заплењено оружје, али надлежни органи нису успели да заврше увиђај над страдалима. Током ноћи 15. на 16. јануар полиција није била у селу а 16. јануара долазе припадници Верификационе мисије на челу са Вилијамом Вокером као и већи број новинара и затичу лешеве по селу, а највећи њихов број у јарку недалеко од центра села. Вилијам Вокер то одмах проглашава масакром, а снимци и извештаји са оваквом констатацијом одмах обилазе свет. Југословенски званичници демантују да је било масакра. Формира се заједнички форензички тим југословенских и финских форензичара. Иако раде заједно аутопсије над телима, Хелена Ранта на конференцији за штампу 17. марта 1999. године у Приштини каже, како је касније признала под притиском Вилијама Вокера, да је дошло до „злочина против човечности” чиме се потврђује да је дошло до масакра. Овакав закључак, као и медијска кампања, наводе званичнике чланица НАТО-а да започну ваздушне ударе на СРЈ како би спречили даљу „хуманитарну катастрофу”.

### Преговори у Рамбујеу
Преговори у Рамбујеу (код Париза) о предложеном мировном споразуму између Југославије и косовских Албанаца су почели 6. фебруара и трајали све до 19. марта 1999. године, уз посредовање Контакт групе. Мотиви и циљеви свих преговарача и данас представљају контроверзну тему, те остају недоречени.
Југославија је на Конференцији изразила спремност да Албанцима пружи широку аутономију у саставу Србије, али су је они поново одбили. „Претње нашој земљи да ће бити бомбардована ако не дозволи страну окупацију дела своје територије представљају упозорење за цео свет и све народе и људе којима је стало до слободе и мира. Нећемо дати Косово ни по цену бомбардовања”, рекао је Милошевић на састанку са делегацијом кипарског парламента.
Многи извори наводе да је југословенска страна била уцењена ратним претњама, о чему сведочи и степен упорности којом је амерички државни секретар Мадлен Олбрајт последња два дана убеђивала Албанце да прихвате принципе, као и наводи британског шефа дипломатије Робина Кука — који је главни разлог за албански потпис на документ нашао у могућности да се казни Београд.
У годинама после бомбардовања, неки аутори су наводили и постојање додатних делова споразума, које првобитно нису објављене у медијима западних земаља, а који показују да је НАТО програм био не само да се окупира Косово и Метохија, већ цела Југославија. Ово је одбацио не само Милошевић, већ и југословенски парламент, који је предложио да УН снаге надгледају мировно решење. Клинтон и Блер су такав предлог игнорисали. Сматра се чак и да је Блер био већи заговорник бомбардовања него амерички председник Клинтон. Преговори су се завршили тако што је албанска делегација споразум потписала, док је југословенска одбила.

### Последњи разговори Милошевића и Холбрука
Када су већ постојали сви изгледи да дипломатија неће уродити плодом, у Београд је 22. марта поново допутовао амерички изасланик, Ричард Холбрук. У „последњем покушају да донесе мир…јер времена више нема”, он је настојао да убеди Милошевића да потпише споразум из Рамбујеа. Када су разговори завршени, он се обратио медијима изјавом да није постигнут суштински напредак. Медији су пренели да су преговори пропали. Био је то последњи покушај дипломатског решавања кризе, пре отпочињања ваздушних удара.

## Пропаганда
Пре и током бомбардовања СРЈ НАТО је примењивао одређене пропагандне активности, у циљу остваривања утицаја на јавно мњење у циљу добијања подршке за спровођење агресије на СРЈ. Највише је током пропагандних активности НАТО-а и западних медија коришћен Случај Рачак, али и тзв. Операција Потковица.
НАТО је започињањем агресије започео и психолошка дејства на војна и цивилна лица. Масовна психолошка кампања (енгл. psychological operations) је укључивала радио обраћања, бацање пропагандних летака и ТВ емитовања. Садржина пропагандних летака је најчешће везана за претње од употребе модерног наоружања, покушај стварања забуне у позадини и у другим војним јединицама као и покушај стварања раздора између Војске Југославије и Полиције Србије.

## Бомбардовање

### Однос снага
| Стране у сукобу | Број земаља | Површина (km²) | Број станов. (милиона) | БНД (милијарда $) | БНД по становнику ($) | ДБ (милијарда $) |
| --------------- | ----------- | -------------- | ---------------------- | ----------------- | --------------------- | ---------------- |
| НАТО            | 19          | 22.327,24      | 743,83                 | 11.731,15         | 13.532                | 3.311,94         |
| СРЈ             | 1           | 102,00         | 11,5                   | 21,94             | 1.980                 | 3,85             |
| Однос           | 19:1        | 228,7:1        | 67,3:1                 | 518,3:1           | 5,83:1                | 860,3:1          |

Извор:
Током 78 дана бомбардовања НАТО Авијација је извела 26.095 налета а дневни просек летова НАТО снага био је 334. Процењује се да је НАО на територију СРЈ лансирао 415.000 пројектила различите врсте, 350.000 касетних бомби и између 30 и 50 хиљада комада муниције са осиромашеним уранијом.

### Почетак
Дана 23. марта, Хавијер Солана је издао наређење о почетку напада на СРЈ. Истог дана, Момир Булатовић, премијер Југославије, прогласио је непосредну опасност од ратног стања. Наредног дана све институције су отпочеле припрему, ради повећања јавне безбедности (штампање памфлета о понашању грађана у случају опасности итд.). Око 19:45 зачуле су се прве детонације у Приштини, а у 20 часова и 20 минута бомбардовано је подручје Косова и Метохије. Током наредних дана бомбардовани су и већи градови Србије и Црне Горе: Београд, Ниш, Нови Сад, Лесковац, Ужице, Подгорица, Сомбор, Суботица, Херцег Нови, Панчево итд. Бомбардовани су и радиотелевизијски предајници и војни објекти у целој земљи.

## Снаге у сукобу

### НАТО снаге
У нападима на СР Југославију НАТО снаге користиле су око хиљаду летелица (ловци, ловци-бомбардери, бомбардери, шпијунски авиони итд.), односно скоро цео НАТО савез (осим Исланда и Луксембурга — који немају ваздушне снаге, и Грчке, која није учествовала из политичких разлога). У списак не улазе нити Мађарска, Чешка и Пољска које су се тек придружиле НАТО-у и нису још чиниле део војног апарата, мада је пред крај рата на Космет послата нпр. и чешка пољска болница.
Највеће присуство имале су снаге САД, мада и остале чланице нису имале малу улогу у агресији.
НАТО се ослонио на познату двофазну тактику, примењену у Заливском рату, која подразумева брзу неутрализацију војних објеката у првој, односно уништење других објеката у другој фази. Пре рата, Ремзи Кларк је приликом посете Србији поменуо и трећу фазу, која подразумева напад и на цивилну инфраструктуру, уколико се не испуни политички циљ.
Учествовање САД
У скоро свим претходним војним сукобима Сједињене Државе суделовале су у највећем броју, мада не као током Заливског рата. САД су једине од чланица НАТО-а које су способне покрити све што сукоб захтева (ловци, ловци-бомбардери, радарски авиони, као и стратешки бомбардери, авиони за логистичку потпору, крстареће ракете, ЦСАР-спасилачке екипе итд.).
-F-16C Фајтинг фалкон; најмање 78 у служби ваздухопловства САД на почетку рата, на крају вероватно преко стотину. Сви амерички F-16 били су базирани у Италији, највећи број у ваздушној бази Авијано. F-16 је чинио главнину нападних страна НАТО-а. Такав један авион срушен је према званичним информацијама од стране југословенске ПВО 2. маја 1999. крај Београда.

-F-15E Страјк игл; око четрдесет на почетку рата, на крају вероватно више од 65, сви базирани у Авиану. Ови ловци-бомбардери имали су најразличитије мисије напада на тло. Коришћени су и у нападима графитним бомбама које су изазвале нестанак електричне енергије у Србији. Познато је да су били многи случајеви присилног слетања ових авиона у Сарајеву.
-A-10 Тандерболт II; око 44 при крају рата, суделовали су у откривању циљева. Један погођени A-10 од стране ракете „СА-13” успео је да присилно слети крај Скопља.
- Ноћни соко; 12 оваквих „невидљивих” бомбардера стигло је у Авијано пре рата. Касније се дешава неочекивано. Један од тих авиона (који су у Заливском рату постали познати као „недодирљиви”) срушен је од стране југословенске ПВО. Пилот је спашен неколико часова након обарања. Овај догађај довео је у озбиљну кризу концепт авиона „стелт” технологије.
- ; коришћено од 8 до 20 авиона, базираних у УК. Преносили су крстареће пројектиле AGM-86C и CALCM до циљева.
- Спирит; још један „невидљиви” бомбардер, први пут коришћен у овом рату. Његово наоружање бројало је 8 JDAM бомби на сателитско управљање.
- B-1B Lenser; 5 авиона при крају рата.
- Игл; један од ретких обичних ловаца који је послат на СРЈ. Коришћено од 24 до 32 авиона. НАТО објавио како су ти авиони оборили 4 југословенска МиГ-29.
- Стршљен; 48 авиона, највећи део стациониран на носачима авиона у Јадрану. Коришћени у мисијама бомбардовања.
- F-14 Томкет; 28 авиона на носачу УСС Теодор Рузвелт. Врло мала употреба.
- С-3 Викинг; 8 авиона. Мисије патролирања.
- ЕА-6 Сумњивац; 25 авиона. Коришћен за електронско надгледање.
- АВ-8Б Харијер II; 8 авиона на броду УСС Насау. Један изгубљен приликом квара при слетању.
- Е-3 Стражар; 2 радарска авиона, базирана у Немачкој.
- Е-8 Џоинт Старс; 2 радарска авиона, минимално коришћена.
- КЦ-135 Стратешка цистерна; 80 летећих цистерни.
- КЦ-10 Проширивач; 10 летећих цистерни.
- Е-2 Соколово око; 5 радарских авиона на носачу УСС Теодор Рузвелт.

Било је и других авиона, ако се додају и транспортни (Ц-17, Ц-141, Ц-5 и Ц-130), и остали потпорни и авиони за надгледавање. Такође, летјеле су и беспилотне летелице (РК-1 Предатор).
Поморске снаге САД чиниле су један носач авиона, УСС Теодор Рузвелт, 2 брода за амфибијску потпору (УСС Насау и УСС Инчон) као и многи разарачи који су дејствовали испаљивањем крстарећих ракета „Томахок”.
Учествовање Белгије
- фајтинг фалкон; 16 авиона стационираних у Италији.

Учествовање Канаде
- F/A-18 Хорнет; 12 авиона стационираних у Авиану, Италији. Учешће у мисијама ваздух-земља.

Учествовање Данске
- фајтинг фалкон; 6 авиона.

Учествовање Француске
- Јагуар; 6 авиона
- Мираж Ф1; 4 авиона
- Мираж 2000; 18 авиона
- Ц-160; 1 авион за шпијунажу
- Е-3 Стражар; 1 авион за шпијунажу
- КЦ-135 Стратешка цистерна; 3 летећих цистерни

Поморске снаге Француске чиниле су 1 фрегату, 1 подморницу и 1 патролни брод.
Учествовање Немачке
- Панавиа Торнадо; 14 авиона за нападе ваздух-земља.
- Ц-160; 1 летећа цистерна.

Поморске снаге Немачке чиниле су 1 фрегату. То је било прво борбено суделовање Немачке од Другог светског рата.
Учествовање Италије
- Панавиа Торнадо; 24-34 авиона. Мисије патролирања и напада ваздух-земља.
- Ф-104 Свемирски ратник; 12 авиона за одбрану.
- AMX Гибли; 12 авиона у мисијама напада ваздух-земља.
- АВ-8Б Харијер II; 4 авиона у мисијама напада ваздух-земља.
- Б707Т/Т; 2 авиона-цистерне

Поморске снаге Италије укључивале су један носач авиона и фрегату.
Учествовање Уједињеног Краљевства
- Си Харијер ФРС1; 12 авиона стационираних у Италији.
- Панавиа Торнадо; 8 авиона стационираних у Немачкој.
- Е-3 Стражар; 2 шпијунска авиона.
- Локид Л-1011; 3 авиона-цистерне.
- Викерс ВЦ-10; 3 авиона-цистерне стационираних у Немачкој.
- Си Харијер ФРС1; на носачу авиона ХМС Инвинсибл.

Поморске снаге Уједињеног Краљевства чиниле су носач авиона ХМС Инвинсибл, 1 подморница, 1 фрегата и један помоћни брод. Касније се говорило да је учешће УК било разочаравајуће, због кашњења уласка Торнадоа у сукоб и неефикасности Харијера.
Учествовање Норвешке
- фајтинг фалкон; 6 авиона стационираних у Италији.
- Ц-130 Херкулес; 1 транспортни авион.

Учествовање Холандије
- фајтинг фалкон; 6 авиона стационираних у Италији. Саопштено је да је један овакав авион у холандској служби успео да обори једног југословенског МиГ-29, постигнувши тако прву и једину европску ваздушну победу.
- Фокер 60; 1 авион
- КДЦ-10; 2 авиона-цистерне стационираних у Холандији.

Поморске снаге Холандије чиниле су 1 фрегату.
Учествовање Португала
- F-16 фајтинг фалкон; 3 авиона стационираних у Италији.

Учествовање Шпаније
- Ф/А-18 Стршљен; између 6 и 12 авиона стационираних у Италији.
- КЦ-130; 1 авион-цистерна.
- ЦАСА Ц.212 Авиокар; 1 транспортни авион.

Поморске снаге Шпаније чиниле су 1 фрегату.
Учествовање Турске
- фајтинг фалкон; 11 авиона стационираних у Италији.

Поморске снаге Турске чиниле су 1 фрегату.

### Снаге ВЈ
Војска Југославије је настала 20. маја 1992. године од оних делова Југословенске народне армије који су се након распада СФРЈ (и завршетка војних повлачења из бивших југословенских република) затекли на територији Савезне Републике Југославије. У свом саставу је имала највећи део наоружања и војно опреме наслеђене од распуштене ЈНА, ограничена договорима о контроли наоружања 14. јуна 1996, након потписивања Дејтонског мировног споразума 14. децембра 1995. Тим споразумом тадашња Савезна Република Југославија обавезала се на ограничавање броја тенкова, борбених возила пешадије, артиљеријских оруђа, борбених авиона и хеликоптера. Дозвољени број борбених ефектива био је:
| Тип борбеног средства  | Дозвољени број |
| ---------------------- | -------------- |
| Тенкови                | 1025           |
| Оклопна борбена возила | 850            |
| Артиљеријска оруђа     | 3750           |
| Борбени авиони         | 155            |
| Борбени хеликоптери    | 53             |

Укупно је у периоду од 1992. до 1999. расходовано 1 Т-55, 33 ПТ-76, 1 ЈВБТ, 7 оклопна транспортера М-60, 2 БРДМ-2, 2 борбена оклопна возила М-86, 26 самохотки M36 и 1 2С1 Гвоздика и 424 T-34.

#### Копнена војска
Војска Југославије је у свом саставу, пред почетак бомбардовања, имала око 1000 тенкова, око 800 оклопних борбених возила и преко 3700 артиљеријских оруђа. У редовном саставу било је преко 100.000 војника а по потреби могла је рачунати на преко 400.000 резервиста. Војска је била подељена на три армијске области које су у свом саставу имале око 70 бригада разних типова (пешадијских, механизованих, моторизованих, оклопних итд.).
Оклопне јединице Војске Југославије биле су опремљене мешавином старих совјетских Т-55 и модернијих М-84 тенкова југословенског порекла. Такође, у свом саставу оклопне јединице су имале и одређен број старих тенкова Т-34-85, М4 Шерман и самоходних оруђа М36 Џексон. Одређен број ових возила је коришћен током дејстава и при редовној обуци али већина је била у складиштима, предодређена за уништавање у складу са потписаним међународним протоколима. Копнена војска је располагала са преко 500 борбених возила пешадије М-80 и око 200 оклопних аутомобила и транспортера. Артиљеријску подршку пружали су минобацачи калибра 60, 82 и 120 mm, топови и хаубице калибра 105, 122, 130, 152 и 155 mm као и вишецевни бацачи ракета калибра 128 mm.

#### Ратно ваздухопловство и противваздушна одбрана
Ратно ваздухопловство и противваздушна одбрана (РВ и ПВО) је потпуно наследила материјално-техничке ресурсе ЈНА. Укупно је пред почетак бомбардовања у инвентару било око 240 авиона и око 128 хеликоптера. Противваздухопловна одбрана је укључивала комбинацију ракета великог домета за покривање и одбрану већих формација и територија, средњег и кратког домета као и артиљеријских јединица намењених трупној ПВО.
Војска Југославије је наследила и радарске и извиђачке компоненте бивше ЈНА, инкорпориране у центар ВОЈИН. Свака армијска област је имала војне аеродроме а по потреби, у случају ратних дејстава користили су се и цивилни аеродроми.
Ловачка авијација је до почетка бомбардовања била у изузетном лошем стању, са истеклим ресурсима и у неопходности генералног ремонта. Такво стање се нарочито одразило на успех у борбеним дејствима током НАТО бомбардовања.
У инвентару противваздушне одбране налазили су се топови 20, 30 и 40 mm, преносни лансери Стрела и Игла, самоходни лансери Стрела-1, Стрела-10 као и системи С-125 Нева и 2К12 Куб.
| Ваздухоплов     | Земља порекла   | Тип                                         | Бројност   | Укупно |
| --------------- | --------------- | ------------------------------------------- | ---------- | ------ |
| МиГ-29          | Совјетски Савез | Ловац/Тренажер                              | 14+2       | 16     |
| МиГ-21          | Совјетски Савез | Ловац/Тренажер/Извиђач                      | 54+8+4     | 66     |
| Ј-22 Орао       | СФРЈ            | Јуришник/Тренажер/Извиђач/Тренажер-извиђач  | 35+10+10+2 | 57     |
| Г-4 Супер Галеб | СФРЈ            | Лаки јуришник/Тренажер/Тегљач мета/Прототип | 48+8+4+1   | 61     |
| Г-2 Галеб       | СФРЈ            | Лаки јуришник/Тренажер                      | око 20     | око 20 |
| Антонов Ан-2    | Пољска          | Транспортни авион                           | 4          | 4      |
| Антонов Ан-26   | Совјетски Савез | Транспортни авион                           | 12         | 12     |
| Јаковљев Јак-40 | Совјетски Савез | Путнички авион                              | 4          | 4      |
| Мил Ми-8        | Совјетски Савез | Транспортни и вишенаменски хеликоптер       | 44         | 44     |
| Мил Ми-14       | Совјетски Савез | Противподморнички хеликоптер                | 3          | 3      |
| Камов Ка-25     | Совјетски Савез | Противподморнички хеликоптер                | 4          | 4      |
| Камов Ка-28     | Совјетски Савез | Противподморнички хеликоптер                | 2          | 2      |
| СА-342 Газела   | Француска/ СФРЈ | Вишенаменски/извиђачки/јуришни хеликоптер   | 30+3+42    | 75     |

## Ваздушни удари
Генерални секретар НАТО-а Хавијер Солана је 24. марта 1999. године у око 19:30 часова, само десетак минута после полетања већег броја авиона из базе НАТО-а у италијанском граду Авијану, објавио да су започели ваздушни напади против војних циљева у СРЈ. Прве вечери су већином гађани војни циљеви, махом крстарећим ракетама „Томахавк”. Другог дана су, према појединим медијима, први пут употребљени „стелт” бомбардери F-117А и B-2. Дана 27. марта у 20.42 дошло је до сензационалног обарања једног авиона типа F-117А, који је пао у атару села Буђановци. Српски радарски положаји су често мењали своје положаје и врло често правили лажне циљеве. У условима потпуне ваздушне надмоћности НАТО-а Војска Југославије је покушавала да се одбрани уз потенцијал на заштити људства и борбене технике. У априлским данима, погођено је и уништено доста значајних цивилних циљева: сва три моста, рафинерија нафте и зграда телевизије у Новом Саду, топлана на Новом Београду, рафинерија нафте у Панчеву итд.
Током бомбардовања СРЈ извршено је 2.300 ваздушних удара на 995 објеката широм земље, а 1.150 борбених авиона лансирало је близу 420.000 пројектила укупне масе 22.000 тона.
Државници водећих земаља и војни команданти НАТО-а изјављивали су да ће бомбардовати само војне циљеве, при чему је најављивана акција не дужа од неколико дана. Ипак, процењује се да је око 38 % бомбардованих објеката имало цивилну намену. У току бомбардовања погинуло је 462 војника и преко 2000 цивила, међу којима је било деце, болесника и старих особа. Те жртве је портпарол НАТО-а Џејми Шеј назвао „колатерална штета”. У почетку агресије учествовало је на стотине, а крајем рата на хиљаде ратних бомбардера и крстарећих ракета огромне разорне моћи. Коришћена је муниција пуњена осиромашеним уранијумом, као и касетне бомбе за бомбардовање цивилних циљева, што је забрањено по Женевској конвенцији. НАТО је лансирао укупно 1.300 крстарећих ракета, изручио 37.000 „касетних бомби”. Само од последица касетних бомби, у току бомбардовања погинуло је око 200 особа, а рањено више стотина. Југославија је претрпела огромну материјалну штету која се у зависности од извора процењује од 30 па до чак 100 милијарди долара. На територију Србије је бачено око 1.000 касетних бомби на 219 локација на површини од 23 хиљаде km². Од завршетка НАТО бомбардовања до 2006. на територији Србије и Црне Горе је од касетних бомби погинуло 6 особа, док је 12 рањено.

### Важни напади

#### Март
- 24. марта, прве крстареће ракете пале су на касарну у Прокупљу у 19.53 када је страдао први војник ВЈ Бобан Недељковић. У 19.55 погођени су војни циљеви у Приштини. Затим су у 20.05 3 крстареће ракете погодиле подземни бункер у Куршумлији, када је погинуло 11 војника ВЈ. Затим су бомбе око 20.10 пале на касарну у Врбици. Војни циљеви у Батајници погођени су у 20.38.

#### Април
- 1, 3, и 26. априла, НАТО је редом срушио Петроварадински, Мост Слободе и Жежељев мост у Новом Саду, чиме је овај град остао одсечен од саобраћаја на Дунаву.
- 2. априла у 01:30 са 3 пројектила гађано је село Ногавац, општина Ораховац. Погинуло је 11 лица, а 5 је задобило тешке телесне повреде. Током бомбардовања Куршумлије, погинуло је 13 цивила и оштећено око 500 цивилних и религијских објеката као што су манастир Пресвете Богородице и Светог Николе из 12. века.
- 12. априла погођен је железнички мост у Грделичкој клисури код Лесковца, преко кога је у том тренутку прелазио воз на линији Београд-Солун. Том приликом страдало је на десетине људи. Такође су на овај дан уништени производни погони крагујевачке фабрике Застава аутомобили.
- 14. априла, НАТО је бомбардовао колону албанских избеглица на путу Ђаковица—Дечани. У четири одвојена напада НАТО авијација је убила око 70 а ранила око 35 цивила албанске националности.
- 15. априла, НАТО је јаким бомбама гађао београдску насеље Раковица, што је изазвало тешку материјалну штету у целој општини.
- Истог дана, НАТО је бомбардовао „Петрохемију” у Панчеву, изазвавши тешку еколошку катастрофу.
- 17. априла у 21:30, у селу Батајница, за време дејства авијације НАТО, од шрапнела експлодираног пројектила погинула је трогодишња Милица Ракић (1996). Њена смрт је постала симбол страдања и патњи деце Југославије. Приликом истог дејства лакше је повређен и дечак Дражен Јанковић (1997).
- 22. априла Око 4:00 са четири пројектила бомбардована је резиденција председника Савезне Републике Југославије — Слободана Милошевића у Ужичкој 15 у Београду. Није било повређених, али је зграда уништена до темеља.
- 23. априла, НАТО је погодио технички део зграде РТС-а у Београду, убивши 16 радника. Директор РТС-а, Драгољуб Милановић је касније осуђен на вишегодишњу затворску робију, јер знајући да ће до гађања доћи није изместио технику и људе на локацију припремљену за случај рата.

- 25. априла рафинерија нафте у Новом Саду је бомбардована. То је изазвало еколошку катастрофу у овом граду.
- 27. априла између 12:15 и 12:30 бомбардована је Сурдулица, погинуло је 20 цивила уз велику материјалну штету.
- 29. априла, бомбардер је са 2 пројектила оштетио телевизијски торањ на Авали, који се касније урушио.
- 30. априла, НАТО је бомбардовао центар Београда: погођене су зграде републичког и савезног МУП-а, Генералштаба и Министарства одбране. Током гашења пожара у зградама министарства одбране и генералштаба, НАТО је поновио напад, изазвавши тешко рањавање већег броја ватрогасаца и већ присутних новинара и сниматеља.

#### Мај
- 1. маја, погођен аутобус на мосту на реци Лаб, на магистралном путу Ниш-Приштина. У нападу је пројектилом погођен аутобус „Ниш експреса” који је прелазио мост у селу Лужане, 20 km северно од Приштине. У нападу је страдало 60 људи укључујући 15 деце. Истог дана бомбардовано је стамбено насеље у београдској општини Врачар.
- 3. маја је бомбардован аутобус „Ђаковица превоза” код места Савине Воде, на путу Пећ—Кула—Рожаје, када је 20 грађана погинуло, док су 43 лица повређена.
- Истог дана је бомбардована и Телевизија Нови Сад.
- 7. маја, НАТО је гађао центар Ниша касетним бомбама, које су убиле 15, а раниле 19 цивила.
- 8. мај — дан „Дипломатског кошмара” — амерички авион (највероватније типа B-2) је погодио зграду кинеске амбасаде, убивши већи број кинеских држављана. Кина је запретила уласком у рат на страни СРЈ, али компромисом након рата, САД су финансијски обештетиле породице погинулих и Кину као државу.
- 14. маја, НАТО је бомбардовао албанске избеглице на фарми „Кориша” код Призрена. Укупно је у нападу погинуло 87, а рањено 70 цивила албанске националности. Међу жртвама је било 10 новорођенчади и 26 деце узраста до 15 година. НАТО је у овом нападу користио термовизуелне бомбе које после удара развијају температуру високу и до 2,000 °C.
- 20. маја бомбардован је Клиничко-болнички центар „Др Драгиша Мишовић” у Београду. Убијена су три пацијента и један радник, а рањено више пацијената и здравствених радника. Погинуло је и седам гардиста Војске Југославије који су се налазили испред клинике. Разорена је Неуролошка клиника, а од експлозије демолиране и зграде Центра за дечје плућне болести и туберкулозу и Гинеколошко-акушерска клиника.
- 23. маја графитним бомбама је гађана термоелектрана Обреновац. Дошло је до несташица струје у овом делу Србије.
- 24. маја бомбардована су електроенергетска постројења код Костолца, Новог Сада и Ниша, чиме је проузрокована несташица електричне енергије широм Србије.

- 30. маја бомбардован је мост у Варварину у два наврата и тада је погинуло 10 цивила, а 30 је рањено. (види: Масакр у Варварину).
- 31. маја НАТО авијација је у току ноћи у Сурдулици бомбардовала геронтолошки центар, санаторијум за плућне болести и павиљон у коме су биле смештене избеглице из Републике Српске Крајине. Тада је убијено 20 цивила, а 88 повређено.[73] Истог дана бомбардована је и стамбена зграда у Новом Пазару и тада је погинуло 11 људи.[74]

#### Јун
- 7. јуна бомбардована је фарма оваца и коза у селу Подгорац, власништво „Еко-хране” из Бољевца. У том нападу погинула су 3 радника и порушено је 7 објеката.
- 10. јуна око 13:15 ракетирано је село Кололеч у општини Косовска Каменица. То је био последњи ваздушни напад током НАТО бомбардовања СРЈ.

## Отпор Југославије
Иако је била прилично инфериорна у односу на НАТО, Војска Југославије је пружила одлучан отпор ваздушним нападима. НАТО бомбардерима и крстарећим ракетама су се од првог дана бомбардовања СР Југославије, супротставили Ратно ваздухопловство и противваздушна одбрана Војске Југославије. Поред оружане дефанзиве, Војска Југославије се НАТО-у супротстављала и маскирањем својих положаја и технике, као и постављањем лажних мета (у виду макета авиона, тенкова, ракетних јединица ПВО, мостова итд.) које су се показале као веома успешно средство одбране, јер су на њих често наседали НАТО авиони.
Иако је главни циљ НАТО-а био да још на почетку бомбардовања СР Југославије уништи или онеспособи Ратно ваздухопловство и противваздушну одбрану, као и службу за радарско осматрање (ВОЈИН), а затим и нанесе велике губитке Копненој војсци, то се није десило. Јединице ПВО и ВОЈИН, иако су претрпеле одређене губитке у људству и техници, учествовале су у одбрани земље током свих 78 дана бомбардовања и успеле да нанесу одређене губитке НАТО снагама. Ловачка авијација је авионима МиГ-29 остварила одређени број летова у првим недељама рата и претрпела је веће губитке (10 оборених авиона), али није успела да оствари ниједно обарање непријатељских авиона.
Значајну подршку и помоћ у одбрани земље од бомбардовања, Југославији су пружали и радио-аматери из земље. Југословенским радио-аматерима подршку су давали и радио-аматери из земаља окружења, али и из Италије и других земаља Европе. Радио-аматери су имали значајну улогу преносећи стотине хиљада информација са терена, а највише о налетима и ударима НАТО авијације и крстарећих ракета, о беспилотним летелицама, хеликоптерима, и другим подацима. Много људских живота, али и материјалних и техничких добара је спасено правовременом информацијом коју је мрежа од око 2.000 радио аматера преносила и тако извештавала грађане, службе спасавања, цивилну заштиту и друге о наступајућим опасностима и дешавањима на терену.
Подршку у одбрани земље од НАТО бомбардовања, Југославији су пружали многи тадашњи хакери из земље, али и из српске дијаспоре, који су извршили бројне успешне хакерске нападе на сервере НАТО пакта и сајтове земаља које су учествовале у бомбардовању. На почетку НАТО бомбардовања, одвијао се прави сајбер рат, када су српски хакери на неколико дана успели чак да потпуно блокирају сервере НАТО-а.

## Сукоби на тлу
Дана 9. априла 1999. године почела је Битка на Кошарама. Друга велика операција у циљу покушаја пробоја границе СРЈ из правца Албаније је Операција Стрела која је трајала у периоду 26. мај—10. јун 1999. Током ваздушних удара НАТО пакта константно су вођене борбе на територији Косова и Метохије са припадницима ОВК.
Војска Југославије је због притиска вршила константна прегруписавања и покрете трупа. Тако су припадници 252. оклопне бригаде, једне од најјачих оклопних формација у ВЈ, успешно извели пребацивање целокупне бригаде из Краљева у рејон Клине, на Косову. У дејствима против ОВК коришћени су махом старији тенкови типа Т-55 док су модернији тенкови чувани за предвиђену копнену инвазију НАТО пакта.

### Битка на Кошарама
Битка на Кошарама, била је битка између припадника Војске Југославије и припадника ОВК, подржаване регуларном Војском Републике Албаније и НАТО авијацијом. Битка се водила око граничног прелаза Раша Кошарес на граници СР Југославије и Републике Албаније између 9. априла и 10. јуна 1999, током НАТО бомбардовања СРЈ.
Циљ напада са албанске стране (Операција стрела) била је копнена инвазија на Косово и Метохију и пресецање комуникације између јединица ВЈ у Ђаковици и у Призрену. Такође, још један циљ је био и заузимање ширег подручја Метохије током тог напада. После тешких борби ВЈ успела је да порази нападача и спречи њихов улазак на КиМ. Припадници ОВК успели су да заузму караулу Кошаре због артиљеријске подршке Војске Албаније, подршке НАТО авијације и малог броја војника ВЈ на томе подручју који су морали да се повуку, али су поражени у њиховом плану копнене инвазије на том правцу упркос подршци коју су имали.

### Операција стрела
Операција Стрела је агресивна војна операција, садржана у скупу нападачких борбених дејстава ОВК, потпомогнутих снагама, албанске војске и НАТО, а против јединица Војске Југославије у периоду од 26. маја до 10. јуна 1999. Циљ операције Стрела био је сламање отпора, разбијање и уништење одбрамбених пограничних снага ВЈ, те отварање коридора за додатно убацивање терориста на подручје Косова и Метохије и пресецање комуникација на линији Пећ—Призрен. У ширем плану, ова операција је требало да обезбеди јужни коридор, који би послужио за евентуалну инвазију снага НАТО на територију Савезне Републике Југославије. Ова операција је трајала паралелно са интензивним бомбардовањем Југославије од стране истих снага. Операција Стрела је по својим карактеристикама класична ваздухопловно-копнена операција. Ова операција завршена је неуспешно, јер је Војска Југославије и поред велике надмоћи противника, одбила све нападе и спречила пробијање границе.

## Окончање бомбардовања

### Нови дипломатски напори
Русија је ангажовала свог дипломату, Виктора Черномирдина, а САД Строба Талбота. С обзиром да није било сагласности око тога како треба даље поступати, као посредник између ова два преговарача, ангажовао се фински председник Марти Ахтисари. Нови предлог, њих тројица су лично однели у Београд Милошевићу. Милошевић је на наговор Черномирдина пристао на тај компромис, који је предвиђао прекид рата, под условом да се српске јединице и цивилна администрација повуку са Косова и Метохије и уступе место КФОР-у, јединицама ОУН под командом НАТО-а и УНМИК-а, међународне администрације.

### Кумановски споразум и Резолуција 1244
Кумановски споразум је војно-технички споразум између Међународних безбедносних снага (КФОР) и влада Југославије и Србије.
Стране овог Споразума потврђују документ који је фински председник Ахтисари поднео председнику Милошевићу, а који су одобрили Народна скупштина Србије и Савезна влада СРЈ дана 3. јуна 1999, који укључује повлаћење снага Војске Југославије и српске полиције и размештање на Косову и Метохији око 45.000 војника, махом из земаља НАТО-а под покровитељством Организације уједињених нација, ефикасног међународног цивилног и безбедносног присуства. Стране даље констатују да је Савет безбедности спреман да усвоји резолуцију која је у поступку, у вези са овим присуствима.
Савезна скупштина, Контакт група, Г8 и, коначно, војне делегације Југославије и НАТО-а, које су преговарале у Куманову, Македонија су усвојили предлог, па су операције прекинуте. Бомбардовање је трајало укупно 78 дана. У већини градова Србије, пошто је Радио-телевизија Србије јавила да је агресија НАТО-а против СРЈ завршена, грађани су масовно изашли на улице, пуцајући из пиштоља и аутоматског оружја, бацајући петарде, а чули су се и звуци труба и пиштаљки.
Последњи гађани циљ на Косову је била касарна у Урошевцу, на коју је у среду, 10. јуна око 19.35 сати испаљено пет пројектила. „Након тога није било напада, већ само прелетање авиона НАТО над Косовом”, рекао је дежурни у покрајинском центру за обавештавање.
Посланици Српске радикалне странке иако у власти гласали су против понуђених решења. Споразум је у Народној скупштини Републике Србије усвојен пре свега гласовима коалиције СПС-ЈУЛ и Српског покрета обнове.
Државни органи, Савезна влада Савезне Републике Југославије и Влада Републике Србије су, према споразуму, схватали и били сагласни да међународне безбедносне снаге (КФОР) буду распоређене по усвајању резолуције Савета безбедности ОУН 1244 из тачке 1, да неометано функционишу у оквиру Косова и Метохије и да буду овлашћене да предузимају све неопходне акције у циљу успостављања и одржавања безбедног окружења за све грађане Косова и Метохије, као и да на други начин обављају своју мисију. Они су даље сагласни да поштују све обавезе из овог Споразума и да олакшају распоређивање и функционисање ових снага.

## Протести
Током НАТО бомбардовања СР Југославије, грађани земаља широм света су протестима и демонстрацијама слали подршку Србима. Међу онима који су пружали подршку Србима и СР Југославији, били су на хиљаде грађана Француске, Грчке, Шпаније, Аустралије, Аустрије, Кипра, Чешке, Кубе, Белгије, Кине, Бразила, Мађарске, Индије и других земаља. Мањи протести су поред ових организовани и у многим другим земљама, чак и у многим чланицама НАТО-а попут САД, Уједињеног Краљевства, Немачке и других земаља у којима је било веће присуство српске дијаспоре.
Масовни протести против бомбардовања су одржавани и у самој Србији, као начин пркоса и моралног отпора агресору, најчешће у виду концерата и митинга на градским трговима и мостовима, на којима су учествовали многи познати певачи, глумци и друге јавне личности.

## Легитимитет НАТО бомбардовања
Бомбардовање СР Југославије је извршено без одлуке Организације уједињених нација, чиме је прекршена њена Повеља, али се агресори на то нису обазирали.
Поједини држављани Србије, попут Јеврема Брковића и Срђе Поповића су подржавали НАТО бомбардовање.
Неке државе, међу којима и сталне чланице Савета безбедности ОУН, Русија и Кина, дигле су свој глас против бомбардовања и предложиле су да Савет Безбедности УН усвоји резолуцију којом позива да се обуставе напади НАТО-а, као кршење Повеље УН, а наставе преговори. Поред Русије, Кина и Намибија су подржале резолуцију против НАТО напада на СРЈ, али у СБ напад на СРЈ су подржавале Сједињене Америчке Државе, Уједињено Краљевство, Француска, Немачка, Канада, Албанија, Босна и Херцеговина, Словенија, Малезија, Гамбија и Бахреин.
Руска Федерација са Заједницом Независних Држава изјавом је осудила напад НАТО-а и затражила његову обуставу.
Због напада НАТО-а на СРЈ, председник Народне Републике Кине Ђанг Цемин војску Кине упозорио је да мора бити спремна за рат, а Кина је тражила од САД и НАТО-а да обуставе напад, али САД се нису обазирале на протест Кине.

## Последице

### Војни губици

#### Губици НАТО-а
Према званичним информацијама, губици у редовима НАТО били су релативно ниски, највише због неиспуњавања претње копненом операцијом. Осим неких присилних слетања неколико оштећених авиона F-15, британског Харијера и једног А-10 са рањеним пилотом у Сарајеву и Скопљу, губици су следећи:
- Дана 27. марта 3. дивизион 250. ракетне бригаде ПВО Војске Југославије оборио амерички „невидљиви” бомбардер F-117 Ноћни соко, што је прво обарање авиона стелт технологије. Авион пао у атару села Буђановци код Руме. Пилот Дејл Зелко[94] (тада потпуковник) спасен 6 сати након обарања. (види: Обарање F-117 код Буђановаца).
- Дана 26. априла у Албанији пао амерички хеликоптер AH-64 Апач, током тренажне мисије. Двојица пилота повређена.
- Дана 1. маја пао амерички АВ-8Б Харијер, услед механичког квара при слетању на носач авиона.
- Дана 2. маја амерички ловац F-16 фајтинг фалкон оборен западно од Београда од стране 3. дивизиона 250. ракетне бригаде југословенске ПВО. Авион пао на планини Цер. Пилот Дејвид Голдфајн (тада потпуковник) спасен.[95]
- Дана 5. маја у Албанији пао амерички хеликоптер АХ-64 Апач. Двојица пилота погинула.

Осим ових губитака, треба додати обарања 47 беспилотних летелица (УАВ), 45 крстарећих ракета и 4 велика пројектила. Тадашње власти у Београду су говориле о обарању више десетина авиона, што никада није потврђено од стране НАТО пакта, иако су руски извори неке од тих обарања потврдили незванично. Остаци срушених авиона F-117, F-16, беспилотних летелица и крстарећих пројектила изложени су у Музеју ваздухопловства у Београду.
Поред наведених оборених борбених средстава, снаге ПВО и стратегијске групације РВ и ПВО, према оцени услова и елемената гађања су погодиле и још 36 авиона и 2 хеликоптера. Остаци ових погођених летелица нису пронађени на простору СРЈ.
Припадници Војске Југославије, заробили су крајем марта 1999. у близини границе са Македонијом, 3 америчка војника, који су ушли на територију СРЈ. Они су ослобођени 1. маја по наређењу председника СРЈ Слободана Милошевића, након што се састао са америчким хуманитарцем Џесијем Џексоном.

##### Непотврђени губици НАТО-а
- 18. априла, девет авиона Ратног ваздухопловства ВЈ (један Г-4 Супер Галеб, шест Ј-22 Орао и два МиГ-21) полетели су са аеродрома „Поникве” код Ужица и бомбардовали аеродром у Тузли. Тада је наводно уништено између 17 и 21 разних типова НАТО авиона. У овом нападу наводно је погинуло 11 припадника америчких оружаних снага.[98]
- 26. априла, четири авиона типа Г-4 Супер Галеб, од којих су два полетела са аеродрома „Голубовци”, а два са аеродрома „Поникве”, прелетели су границу са Албанијом и бомбардовали шире подручје аеродрома Ринас поред Тиране. Том приликом је наводно уништено 9, а оштећено 3 хеликоптера типа AH-64 Апач.[98]
- 20. маја оборен је амерички стратешки бомбардер B-2 Спирит, који је пао у Спачванским шумама у Хрватској. Овај авион је оборен од стране 3. дивизиона 250. ракетне ПВО бригаде (истог дивизиона који је оборио F-117 и F-16). Према тврдњама команданта овог дивизиона Золтана Данија[99] и заменика команданта Ђорђа Аничића[100], овај губитак је заташкан од стране НАТО-а.

#### Губици Војске Југославије и Полиције Србије
Занимљиво и значајно је то што НАТО снаге у овој операцији нису успеле да нанесу велике војне губитке Војсци Југославије, како у људству, тако ни у техници. Војска Југославије, иако прилично инфериорна у односу на најмоћнију војну силу на свету, показала се као прилично жилав и сналажљив противник. Током двоипомесечне кампање бомбардовања, погинуло је укупно 468 војника и 114 полицајаца, од чега је од дејстава НАТО-а погинуло 249 војника и 22 полицајца, док су остали погинули у копненим сукобима са ОВК терористима. Око 5.000 хиљада војника и полицајаца је теже и лакше повређено. Док су губици у борбеној техници били занемарљиво ниски, као што је наведено у табели испод, зато што је изгубљена техника представљала свега око 2 % борбене технике коју је Војска Југославије тада поседовала.
Заслуге за ово су првенствено биле у томе што је Војска Југославије још непосредно пре и на почетку бомбардовања повукла готово све своје снаге из касарни и војних база, вршила сталну мобилност трупа на терену и примењивала веома добру тактику скривања и маскирања војних циљева и прављења лажних мета и мамаца попут макета тенкова, мостова, снага ПВО, али и других спретних и довитљивих техника заваравања непријатеља, које су се показале као веома успешно средство одбране, јер су на њих често наседали НАТО авиони. Веће губитке Војска Југославије претрпела је само у непокретној имовини (касарне, војне базе, аеродроми и друга војна инфраструктура).
Укупна ратна штета ВЈ МО СРЈ је посебна комисија коју је фомирирао министар одбране Владе СРЈ и начелник ГШ ВЈ износи 87.444.392.987 динара или 7.707.203.812 долара.

##### Непокретна имовина
Током бомбардовања погођено је 3.350 објеката инфраструктуре и земљишних парцела. Уништено је 1.400 објеката а оштећено 1.950. Укупна причињена штета у непокретностима износи 1.423.816.149 долара. Услед бомбардовања средстава наоружања и војне опреме, материјално-техничких средстава и средстава материјалних резерви причињена је материјална штета у износу од 2.859.447.750 долара. Укупна штета у имовини износи 4.283.263.899 долара са вредношћу на дан 30. јун 1999.

##### Покретна имовина
Према званичним подацима ВЈ уништено/оштећено је:
- тенкови (Т-55 и М-84), 18Улица у Београду порушена НАТО бомбама
- оклопни транспортери (БВП М-80 и ОТ М-60), 10
- извиђачка оклопна возила (БРДМ-2), 5
- хаубица (105 и 122 mm), 4
- минобацачи 120 mm (М-75, М74, М-53), 74
- разна моторна возила, 175
- борбени авиони
  - МиГ-29, 11
  - МиГ-21, 33
  - Г-4 Супер галеб, 46 (23 уништена, 23 оштећена)

Напомена: осим 6 МиГ-ова 29 који су оборени током лета и једног МиГ-а 29 који је уништен током удеса при слетању, сви остали авиони су уништени на земљи.

### Материјална штета
Према већој процени тадашње власти материјална штета нанета СРЈ, првенствено Србији, у време НАТО бомбардовања износи око 100 милијарди америчких долара, али Г-17 (група од седамнаест независних економиста, касније део политичке опозиције актуелној власти) дала знатно мању процену да је нанета штета СРЈ од око 30 милијарди долара. У бомбардовању је уништено и оштећено 25.000 стамбених објеката, онеспособљено 470 km путева и 595 km пруга. Оштећено је 14 аеродрома, 19 болница, 20 домова здравља, 18 дечјих вртића, 69 школа, 176 споменика културе и 44 моста, док је 38 разорено. Треба посебно напоменути уништење две рафинерије нафте (у Панчеву и Новом Саду), рушење Авалског торња, зграде Радио-телевизије Србије, петрохемије у Панчеву, бомбардовање мостова у Новом Саду, фабрике аутомобила Застава из Крагујевца, Дуванске индустрије у Нишу, амбасаде Народне Републике Кине и многе друге цивилне циљеве.

### Цивилне жртве
Број цивилних жртава у НАТО бомбардовању још увек није прецизно утврђен а досадашње процене варирају у зависности од извора. Према српским изворима од последица НАТО бомбардовања погинуло је између 1200 и 4000 цивила (најчешће се наводи око 2500) Према тврдњама Хјуман Рајтс Воч-а погинуло је између 489 и 528 цивила. Међу погинулим цивилима било је најмање 81 дете.
Највише погинулих цивила било је у нападима на колоне албанских избеглица у Кориши код Призрена 14. маја (87) и код Ђаковице 14. априла (75), затим у нападу на аутобус код места Лужане 1. маја (60), у Сурдулици 27. априла (20) и 31. маја (20), у бомбардовању зграде РТС-а у Београду 23. априла (16), у Нишу током бомбардовања касетним бомбама 7. маја (16), у нападу на путнички воз у Грделичкој клисури 12. априла (13), у Алексинцу 5. априла (12), у Новом Пазару 31. маја (11) и у Варварину 30. маја (10).
Теже и лакше је рањено око 6.000 цивила, међу њима 2.700 деце.
Напад који је добио највећу медијску пажњу био је напад 8. маја на амбасаду Народне Републике Кине у Београду, који је изазвао велику дипломатску напетост између влада те државе и САД. У том су нападу убијена три кинеска службеника амбасаде. НАТО је ову наводну грешку оправдао „застарелим мапама”.
Од завршетка НАТО бомбардовања до 2006. на територији Србије и Црне Горе је од касетних бомби погинуло 6 особа, док је 12 рањено.
Августа 2012. на Копаонику су погинули подофицири Војске Србије Славиша Марковић и Небојша Милић, који су код Панчићевог врха чистили терен од експлозивних направа заосталих из НАТО бомбардовања.
Непуне две седмице након тога, на истом месту погинуо је и деминер Раде Алимпијевић.
У Србији се до 1999. регистровало између 15.000 и 20.000 нових случајева рака, да би тај број већ 2004. достигао цифру од 30.000 нових болесника.
Године 2015. објављено је да је Србија прва земља у Европи по смртности од малигних тумора. Проф. Др Слободан Чикарић, онколог и председник Друштва Србије за борбу против рака, сматра да је пораст броја оболелих и умрлих од рака последица НАТО бомбардовања, током којег је на Србију бачено 15 тона осиромашеног уранијума.
| Врста                                                   | бр. нападнутих објеката | бр. напада           | Оштећено             | Уништено             |
| Индустријски објекти                                    | Индустријски објекти    | Индустријски објекти | Индустријски објекти | Индустријски објекти |
| ------------------------------------------------------- | ----------------------- | -------------------- | -------------------- | -------------------- |
| Хемијска индустрија                                     | 11                      | 21                   | 9                    | 2                    |
| Машинска индустрија                                     | 9                       | 27                   | 9                    | 0                    |
| Производња ел. апарата и машина                         | 10                      | 36                   | 9                    | 1                    |
| Производња саобраћајних средстава                       | 4                       | 8                    | 3                    | 1                    |
| Малопрерађивачка индустрија                             | 4                       | 5                    | 4                    | 0                    |
| Црна металургија                                        | 4                       | 7                    | 4                    | 0                    |
| Производња гаса                                         | 1                       | 1                    | 1                    | 0                    |
| Дуванска индустрија                                     | 2                       | 7                    | 2                    | 0                    |
| Гумарска индустрија                                     | 3                       | 7                    | 3                    | 0                    |
| Индустрија грађевинског материјала                      | 3                       | 7                    | 3                    | 0                    |
| Текстилна и кожна индустрија                            | 6                       | 8                    | 6                    | 0                    |
| Графичка индустрија                                     | 4                       | 4                    | 4                    | 0                    |
| Прехрамбена индустрија                                  | 26                      | 34                   | 23                   | 3                    |
| Производња обуће                                        | 1                       | 1                    | 1                    | 0                    |
| Дрвна индустрија                                        | 1                       | 1                    | 1                    | 0                    |
| Укупно                                                  | 89                      | 174                  | 82                   | 7                    |
| Остали економски сектори                                |                         |                      |                      |                      |
| Рудници угља                                            | 5                       | 9                    | 5                    | 0                    |
| Грађевински сектор                                      | 12                      | 20                   | 12                   | 0                    |
| Аграр                                                   | 29                      | 33                   | 27                   | 2                    |
| Саобраћајна предузећа                                   | 5                       | 13                   | 4                    | 1                    |
| Трговина                                                | 6                       | 16                   | 6                    | 0                    |
| Угоститељство и туризам                                 | 47                      | 46                   | 35                   | 2                    |
| Остали сектори                                          | 34                      | 45                   | 34                   | 0                    |
| Укупно                                                  | 128                     | 182                  | 123                  | 5                    |
| Енергетска инфраструктура                               |                         |                      |                      |                      |
| Рафинерије                                              | 3                       | 21                   | 3                    | 0                    |
| Гасна постројења                                        | 7                       | 9                    | 6                    | 1                    |
| Складишта горива                                        | 34                      | 96                   | 27                   | 7                    |
| Топлане                                                 | 3                       | 3                    | 3                    | 0                    |
| Термоелектране и хидроелектране                         | 6                       | 15                   | 6                    | 0                    |
| Далеководи                                              | 22                      | 24                   | 20                   | 2                    |
| Трафостанице и разводна постројења                      | 45                      | 63                   | 44                   | 1                    |
| Укупно                                                  | 120                     | 231                  | 109                  | 11                   |
| Општа инфраструктура                                    |                         |                      |                      |                      |
| Водоводна мрежа                                         | 18                      | 19                   | 17                   | 1                    |
| Црпне станице                                           | 5                       | 8                    | 4                    | 1                    |
| Мостови                                                 | 82                      | 176                  | 44                   | 38                   |
| Путеви, надвожњаци и тунели                             | 61                      | 76                   | 56                   | 5                    |
| Железничке пруге, тунели и ел. инсталације              | 22                      | 31                   | 19                   | 3                    |
| Аеродроми                                               | 14                      | 172                  | 14                   | 0                    |
| Поште и ПТТ мрежа                                       | 25                      | 29                   | 21                   | 4                    |
| ТВ-центри и сателитске станице                          | 12                      | 21                   | 5                    | 7                    |
| Радио и ТВ репетитори и предајници                      | 118                     | 262                  | 90                   | 28                   |
| Укупно                                                  | 357                     | 794                  | 270                  | 87                   |
| Здравствене установе                                    |                         |                      |                      |                      |
| Зграде хитне помоћи                                     | 2                       | 2                    | 2                    | 0                    |
| Домови здравља                                          | 21                      | 21                   | 20                   | 1                    |
| Болнице                                                 | 19                      | 22                   | 19                   | 0                    |
| Апотеке и ветеринарске клинике                          | 6                       | 6                    | 6                    | 0                    |
| Укупно                                                  | 48                      | 51                   | 47                   | 1                    |
| Образовне институције                                   |                         |                      |                      |                      |
| Вртићи                                                  | 18                      | 22                   | 18                   | 0                    |
| Основне и средње школе                                  | 70                      | 79                   | 69                   | 1                    |
| Факултети                                               | 9                       | 17                   | 9                    | 0                    |
| Студентски и ученички домови                            | 4                       | 4                    | 4                    | 0                    |
| Укупно                                                  | 101                     | 122                  | 100                  | 1                    |
| Културни, верски и спортски објекти                     |                         |                      |                      |                      |
| Манастири (посредно)                                    | 29                      | 68                   | 29                   | 0                    |
| Цркве (посредно)                                        | 35                      | 45                   | 35                   | 0                    |
| Градска архитектура                                     | 43                      | 114                  | 41                   | 2                    |
| Народна архитектура (посредно)                          | 15                      | 60                   | 14                   | 1                    |
| Старе градске језгре и средњовековни градови (посредно) | 24                      | 93                   | 22                   | 2                    |
| Споменици јавног и меморијалног карактера (посредно)    | 17                      | 29                   | 15                   | 2                    |
| Археолошка налазишта (посредно)                         | 6                       | 13                   | 6                    | 0                    |
| Домови културе                                          | 5                       | 6                    | 5                    | 0                    |
| Спортски објекти                                        | 9                       | 9                    | 9                    | 0                    |
| Укупно                                                  | 183                     | 437                  | 176                  | 7                    |
| {\displaystyle \sum }                                   | 1026                    | 1991                 | 907                  | 119                  |
| \| \| \| \|                                             |                         |                      |                      |                      |
|                                                         |                         |                      |                      |                      |
|                                                         |                         |                      |                      |                      |

|  |
|  |

## Етничко чишћење и избеглице
Према подацима УНХЦР-а и Хјуман Рајтс Воча, за време бомбардовања је више од 800.000 Албанаца напустило територију Косова и Метохије, а припадници југословенске војске, полиције и паравојних формација су оптужени за спровођење систематских злочина, прогона и масовних убистава. Према наводима из ових оптужби, преко 80 % целокупног становништва Косова и Метохије и око 90 % Албанаца је било приморано да напусти домове.
Након потписивања Кумановског споразума и доласка КФОР-a, Косово и Метохију је заједно са војском напустило више од 200.000 Срба и других неалбанаца. Преостали Срби су остали да живе на северу Косова и у изолованим енклавама. Према извештају Хјуман Рајтс Воча, припадници националних мањина су били лишавани слободе и изложени насиљу, што је у већини случајева имало политичку позадину у виду жеље да се уклони неалбанско становништво, као и да су јединице ОВК биле одговорне за насиље над цивилима током и после 1999.

## Култура сећања
На територији Србије постоји 301 споменик посвећен жртвама НАТО бомбардовања и ратова деведесетих.

## Филмови о НАТО бомбардовању

### Играни
- Рањена земља (1999)
- Небеска удица (2000)
- Рат уживо (2000)
- Пад у рај (2004)
- Чекрк (2013)
- Небо изнад нас (2015)
- Балканска међа (2019)

### Документарни
- Бомбардовање: Пут у рат (Време филм, 2009)
- Бомбардовање: Како се водио рат (Време филм, 2009)
- Бомбардовање: Жртве рата (Време филм, 2009)
- Лажима је почело (RDW, 2001)
- Зашто? (РТ, 2014)
- Бомбардовање Србије 1999. (2016)